# Зайберг, Натан
Натан Зайберг (род. 22 сентября 1956) — израильский и американский физик-теоретик. Специалист по теории струн.

## Биография
В 1977 году получил квалификацию бакалавра в Институте Вейцмана. В 1982 году защитил диссертацию на степень доктора философии в Тель-Авивском университете. После этого попеременно работал в США и Израиле. С 1997 года профессор Института перспективных исследований в Принстоне (штат Нью-Джерси, США).

## Направления исследований
Работы по направлениям: теория струн, суперсимметрия, М-теория, калибровочная инвариантность, глюино, S-дуальность, Matrix string theory, Seiberg-Witten theory.

## Награды
- Медаль Оскара Клейна (1995)
- Стипендия Мак-Артура (1996)[3]
- Премия Дэнни Хайнемана в области математической физики (1998)
- Премия по фундаментальной физике (2012)
- Медаль Дирака (2016)[4]

Член академий и обществ: Американская академия искусств и наук (2001), Национальная академия наук США (2008), Американское физическое общество (2009).